# Luka Potočar
Luka Potočar (* 21. November 2001 in Jesenice) ist ein slowenischer Sportkletterer.

## Karriere

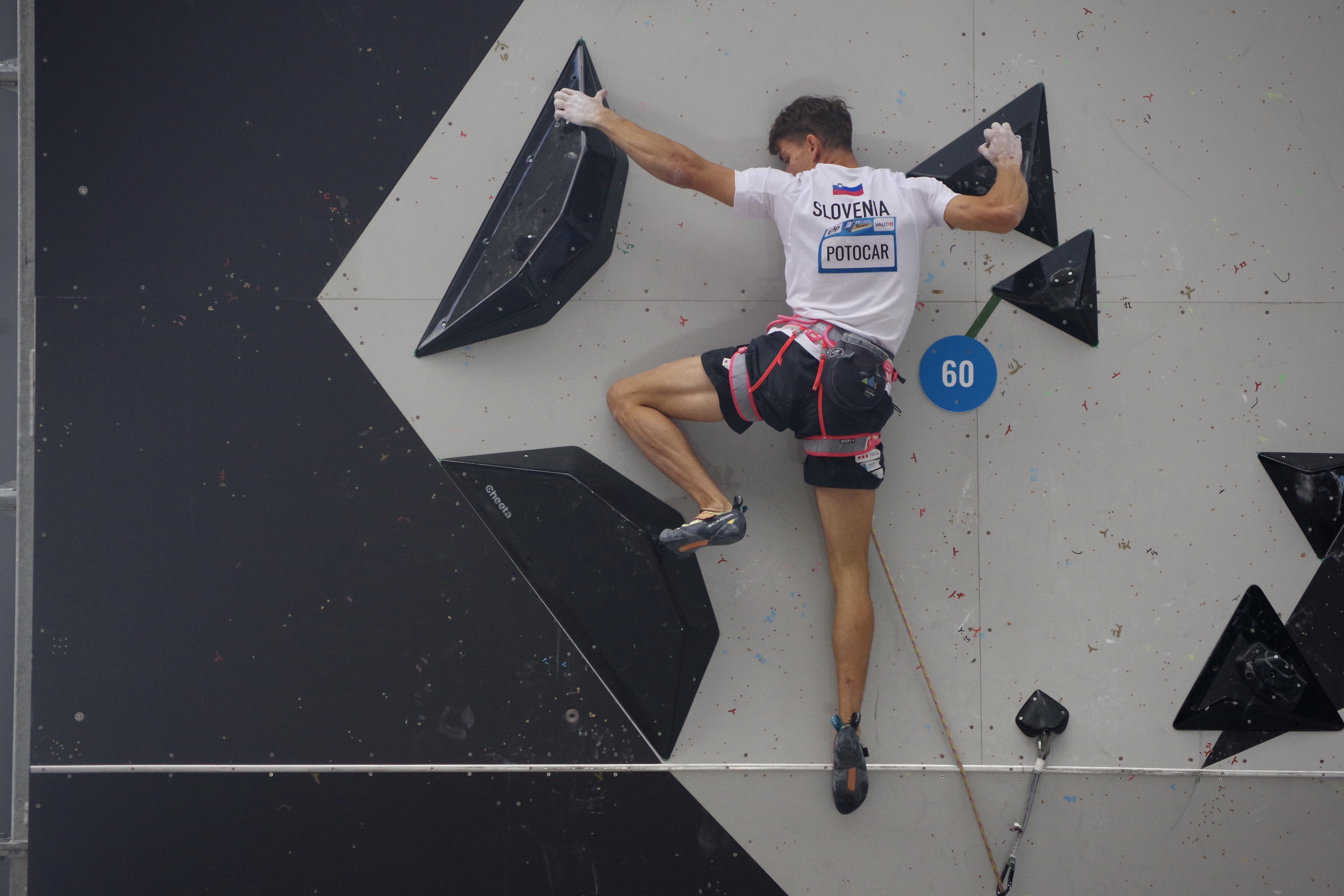
Luka Potočar an der Europameisterschaft 2024.

Potočar hat sich auf die Disziplin Lead spezialisiert, tritt aber auch im Bouldern und Speed an. Sein erster internationaler Wettkampf war der Jugend-Europacup in Imst 2016, den er gewann. 2018 wurde er im Lead Jugend-Vizeeuropameister in Imst und Jugend-Vizeweltmeister in Moskau. 2019 gewann er die Jugend-Europameisterschaft in Woronesch, ebenfalls im Lead.
Sein Weltcup-Debüt als Elite-Kletterer gab er 2017 in Kranj. 2021 belegte er am Weltcup in Kranj seinen ersten Podestplatz; er gewann Silber im Lead. Im selben Jahr wurde er zudem Lead-Vizeweltmeister in Moskau.
Im August 2022 wurde er Vizeeuropameister im Lead in München. Seinen ersten Weltcup gewann er am 3. September 2022 in Koper. 2022 gewann er zudem den Gesamtweltcup im Lead.
Durch die olympische Qualifikationsserie qualifizierte er sich als Nachrücker für die Olympischen Sommerspiele 2024 in Paris. Dort belegte er den 16. Platz.
Bei der Klettereuropameisterschaft 2024 in Villars-sur-Ollon belegte er im Lead den fünften Platz und in der Kombination aus Bouldern & Lead den vierten Platz.